# Zachary Levi

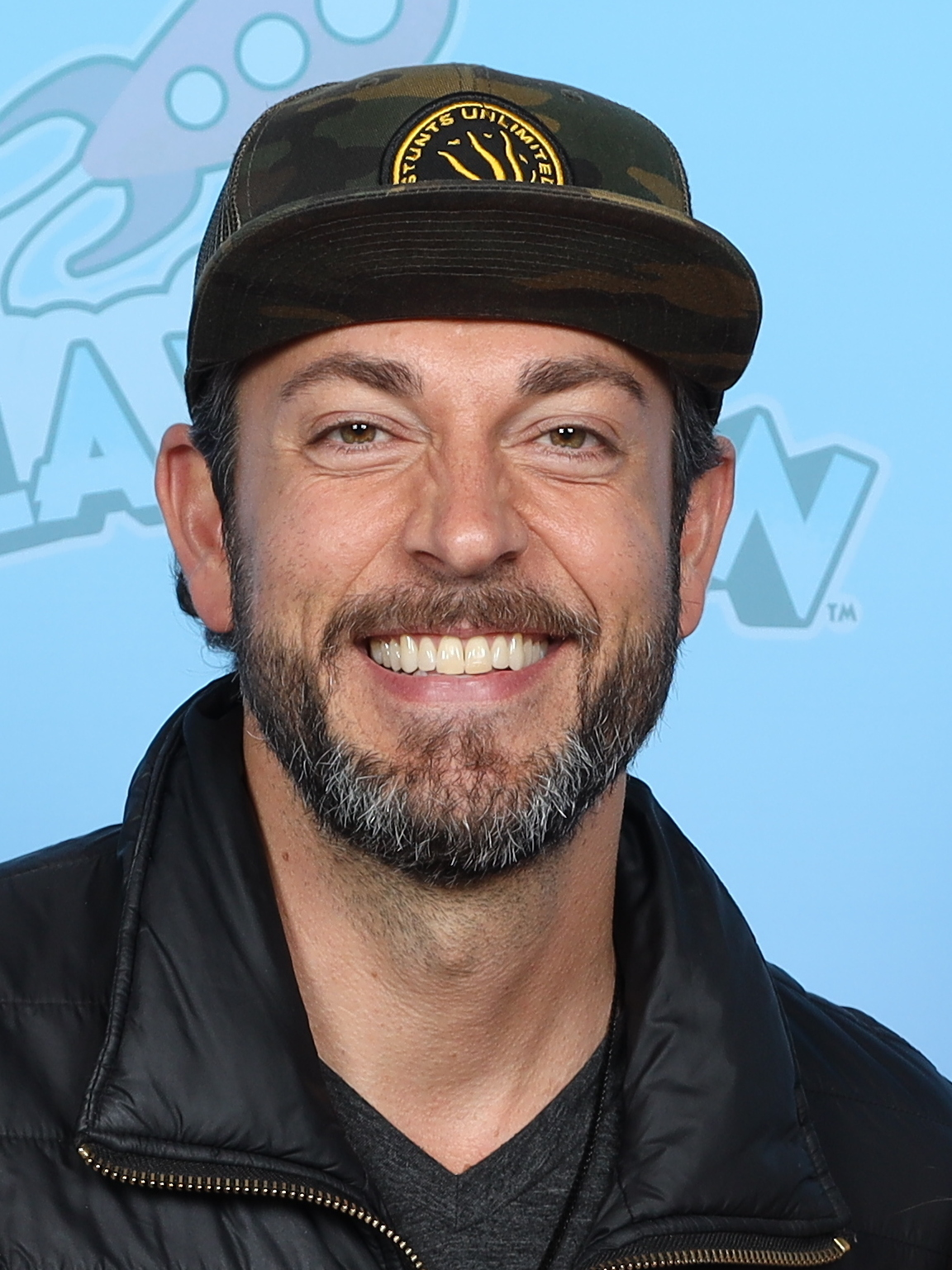
Zachary Levi (2024)

Zachary Levi Pugh (* 29. September 1980 in Lake Charles, Louisiana) ist ein US-amerikanischer Schauspieler und Synchronsprecher. Er spielte die Hauptrolle des Chuck Bartowski in der Fernsehserie Chuck.

## Leben
Zachary Levi wurde 1980 in Lake Charles (Louisiana) geboren und hat eine ältere sowie eine jüngere Schwester. Er wuchs in verschiedenen Regionen der USA auf, bevor sich seine Familie in Ventura (Kalifornien) niederließ.
Im Alter von sechs Jahren begann Levi Theater zu spielen. Nach verschiedenen kleineren Rollen war Levi ab 2002 in den vier Staffeln der Sitcom Office Girl als Kipp Steadman, Gegenspieler der Hauptfigur, Teil der Hauptbesetzung. Von 2007 bis 2012 war er als Chuck Bartowski in der Agenten-Fernsehserie Chuck zu sehen, mit der er einen größeren Bekanntheitsgrad erreichte. Für diese Titelrolle erhielt Levi 2010 einen Teen Choice Award sowie weitere Nominierungen. Levi hatte 2009 in Alvin und die Chipmunks 2 eine Hauptrolle inne. 2013 spielte er in Thor – The Dark Kingdom eine Nebenrolle. Im Januar 2015 wurde er für eine Rolle in der Miniserie zur Serie Heroes verpflichtet.
Als Synchronsprecher ist Levi in der Originalfassung verschiedener Filme und Computerspiele zu hören. So wirkte er 2010 in dem unter anderem Golden-Globe- und Oscar-nominierten Animationsfilm Rapunzel – Neu verföhnt als Sprecher der Hauptfigur Flynn mit.
Im August 2013 gab Levi mit dem Musical First Date sein Debüt am Broadway.
2018 und 2019 war Levi in der zweiten und dritten Staffel von The Marvelous Mrs. Maisel in einer Nebenrolle zu sehen. 2019 spielte er in der Comicverfilmung Shazam! den titelgebenden Superhelden Shazam. Die Fortsetzung Shazam! Fury of the Gods wurde im März 2023 veröffentlicht.
Im Januar 2023 erhielt er für das Lied I’ve Got A Dream aus dem Film Rapunzel – Neu verföhnt eine Platin-Schallplatte in den USA. Die Single I See The Light wurde im Dezember 2024 in den USA mit Dreifachplatin und im April 2025 im UK mit Platin ausgezeichnet.
Im Juni 2014 heiratete er die Schauspielerin Missy Peregrym. Bereits Anfang Dezember 2014 trennte sich das Paar, im April 2015 reichten sie die Scheidung ein.
Neben seiner Arbeit als Schauspieler gründete Levi 2010 das Unternehmen NerdMachine, das die Nerd-Kultur verbreiten soll. Von 2011 bis 2016 veranstaltete Levi mit NerdMachine in San Diego jeweils zeitgleich zur Comic-Con das kostenlose NerdHQ, auf dem Schauspieler Podiumsgespräche halten, neue Videospiele vorgestellt werden und Geld für die gemeinnützige Organisation Operation Smile gesammelt wurde.

## Filmografie (Auswahl)

### Filme und Serien
- 2002: Big Shot – Wie das Leben so spielt (Big Shot: Confessions of a Campus Bookie, Fernsehfilm)
- 2002–2006: Office Girl (Less than Perfect, Fernsehserie, 81 Folgen)
- 2003: See Jane Date (Fernsehfilm)
- 2004: Lady Cops – Knallhart weiblich (The Division, Fernsehserie, 2 Folgen)
- 2004: Lass es, Larry! (Curb your Enthusiasm, Fernsehserie, 1 Folge)
- 2005: Reel Guerrillas (Kurzfilm)
- 2005: Brody & Friends (Fernsehserie, 1 Folge)
- 2006: Big Mama’s Haus 2 (Big Momma’s House 2)
- 2007: The Spiral – Tödliches Geheimnis (Spiral)
- 2007–2012: Chuck (Fernsehserie, 91 Folgen)
- 2007: Ctrl Z (Kurzfilm)
- 2007: Imperfect Union (Fernsehfilm)
- 2008: Wieners
- 2008: The Tiffany Problem (Kurzfilm)
- 2008: Big Fat Important Movie (An American Carol)
- 2008: Shades of Ray
- 2009: Stuntmen
- 2009: Alvin und die Chipmunks 2 (Alvin and the Chipmunks: The Squeakquel)
- 2009: Byron Phillips: Found (Kurzfilm)
- 2010: Rapunzel – Neu verföhnt (Tangled, Stimme)
- 2011: Under the Boardwalk: The Monopoly Story (Dokumentation, Sprecher)
- 2011: No Rest For the Wicked: Moebius and Basil Adventures (Kurzfilm)
- 2011: Team Unicorn (Fernsehserie, 1 Folge)
- 2011: Der Vietnamkrieg – Trauma einer Generation (Vietnam in HD, Miniserie, 6 Folgen)
- 2012: Tangled Ever After (Kurzfilm)
- 2012: Defeat the Label (Kurzfilm)
- 2012–2014, 2019: Robot Chicken (Fernsehserie, 3 Folgen)
- 2013: Jeden Tag aufs Neue (Remember Sunday, Fernsehfilm)
- 2013: Thor – The Dark Kingdom (Thor: The Dark World)
- 2015: Deadbeat (Fernsehserie, Folge 2x09)
- 2015–2016: Heroes Reborn (Miniserie, 13 Folgen)
- 2015–2016: Telenovela (Fernsehserie, 5 Folgen)
- 2016: Apex: The Story of the Hypercar
- 2017: Thor: Tag der Entscheidung (Thor: Ragnarok)
- 2017: Tangled: Before Ever After (Fernsehfilm)
- 2017: The Star (Stimme)
- 2017: Psych: The Movie (Fernsehfilm)
- 2017: Bo und der Weihnachtsstern (The Star, Stimme)
- 2017: Alias Grace (Miniserie, 5 Folgen)
- 2017–2020: Rapunzel – Die Serie (Rapunzel's Tangled Adventure, Fernsehserie, Stimme, 56 Folgen)
- 2018: Office Uprising
- 2018: Blood Fest
- 2018–2019: The Marvelous Mrs. Maisel (Fernsehserie, 8 Folgen)
- 2019: Shazam!
- 2021: Der Mauretanier (The Mauritanian)
- 2021: American Underdog
- 2022: Apollo 10 ½: Eine Kindheit im Weltraumzeitalter (Apollo 10 ½: A Space Age Childhood)
- 2022: Nachts im Museum: Kahmunrah kehrt zurück (Night at the Museum: Kahmunrah Rises Again, Stimme)
- 2023: The Masked Singer (Fernsehsendung, Gastauftritt Folge 9x04)
- 2023: Shazam! Fury of the Gods
- 2023: Spy Kids Armageddon
- 2023: Chicken Run: Operation Nugget (Chicken Run: Dawn of the Nugget, Stimme)

### Videospiele
- 2010: Halo: Reach (Stimme)
- 2010: Fallout: New Vegas (Stimme)
- 2013: Tomb Raider (Stimme)
- 2018: Lego DC Super-Villains (Stimme)
- 2019: Kingdom Hearts III (Stimme)
- 2020: Grounded (Stimme)

### Webserien
- 2011–2016: Nerd HQ (Moderator, Special auf der San Diego Comic-Con International)
- 2011: The Guild (Folge 1x05)
- 2012: Video Game High School (3 Folgen)
- 2013: Tiny Commando (7 Folgen)

### Theater
- 2013–2014: First Date (Longacre Theater)
- 2016: She Loves Me (Studio 54)
- 2016: Sunday in the Park with George (New York City Center)

## Auszeichnungen
Critic’s Choice Movie Awards
- 2011: Nominierung in der Kategorie Bestes Lied (Best Song) für I See the Light aus Rapunzel – Neu verföhnt gemeinsam mit Mandy Moore, Alan Menken und Glenn Slater

Goldene Himbeeres
- 2025: Nominierung in der Kategorie Schlechtester Schauspieler für Harold und die Zauberkreide

Satellite Awards
- 2007: Nominierung in der Kategorie Bester Darsteller in einer Serie (Komödie/Musical) (Best Actor in a Series, Comedy or Musical) für Chuck

Saturn Awards
- 2010: Nominierung in der Kategorie Bester Fernseh-Hauptdarsteller (Best Actor on Television) für Chuck

Teen Choice Awards
- 2008: Nominierung in der Kategorie Choice TV Breakout Star Male für Chuck
- 2010: Teen Choice Award in der Kategorie Actor Action für Chuck